# Heilig Hart van Jezuskerk (Sittard)
De Heilig Hart van Jezuskerk is een kerkgebouw te Sittard, gelegen in de wijk Overhoven aan de Geldersestraat 37 en 39.

## Geschiedenis
Deze kerk werd in 1929-1930 gebouwd in een sobere expressionistische stijl. Architect was Jos Wielders, welke ook het nabijgelegen klooster Mariahof aan Geldersestraat 26 ontwierp. Daar woonden de zusters Dominicanessen. Nabij de kerk bevindt zich een Heilig Hartbeeld van 1943. Ook zijn er enkele andere gebouwen zoals een patronaatsgebouw en een voormalige meisjesschool.
Het kerkgebouw was jarenlang rectoraatskerk van de Missionarissen van het Heilig Hart en werd bediend door paters van deze orde.

## Gebouw
Het betreft een driebeukige bakstenen kruiskerk met halfrond gesloten apsis en een naastgelegen vierkante bakstenen toren, gedekt door een tentdak en voorzien van een asymmetrisch geplaatste wijzerplaat.
Het interieur van de kerk is in schoon metselwerk en wordt overwelfd door een spitsbooggewelf met scheidingsribben. Het orgel is van 1941 en werd vervaardigd door Vermeulen.

## Trivia
Op 3 februari 1966 vond vanuit deze kerk de uitvaart plaats van de op 31 januari z.j. overleden priester-dichter Jacques Schreurs.